# Épistémologie
L'épistémologie (du grec ancien ἐπιστήμη / epistếmê, « connaissance vraie, science » et λόγος / lógos / « discours ») est un terme polysémique qui recouvre des domaines d'études et des approches philosophiques différentes selon les contextes linguistiques et culturels :
- Dans le monde anglo-saxon, epistemology désigne la théorie de la connaissance. L'epistemology anglophone a connu plusieurs courants. Elle se focalise depuis la fin du positivisme logique sur les conditions et les critères de la connaissance ordinaire. On retrouve parfois le terme « épistémologie » en français dans ce sens.
- En français, ce même terme d'« épistémologie » a plusieurs acceptions et peut désigner :

1. la philosophie des sciences elle-même ;
2. une tradition spécifiquement française mêlant philosophie des sciences, histoire des sciences et théorie de la connaissance ;
3. le courant de l'épistémologie historique, qui étudie l'évolution des fondements et méthodes scientifiques à travers le temps.

Les frontières entre épistémologie, philosophie des sciences, histoire et sociologie des sciences peuvent varier selon les traditions académiques et les auteurs. Ces disciplines, bien que distinctes, présentent des recouvrements et des emprunts interdisciplinaires.
L'introduction en 1901 du mot « épistémologie » en français résulte d'un emprunt à l'anglais epistemology à l'occasion de la traduction de l'Essai sur les fondements de la géométrie de Bertrand Russell, le mot anglais ayant été lui-même formé pour traduire l'allemand Wissenschaftslehre, désignation par le philosophe postkantien Johann Gottlieb Fichte de sa propre philosophie comme Doctrine de la science.
En plus d'avoir adopté une approche historique, la tradition française a mis l'accent sur le lien entre la connaissance scientifique et la connaissance commune, cette dernière étant vue comme étant fondamentalement distincte de la première en même temps que sa base.  Selon Hervé Barreau, Kant a établi la base pour cette distinction en proposant une connaissance a priori de nature scientifique. Auguste Comte dit que la connaissance scientifique s'élabore au contraire à partir de la connaissance commune. Gaston Bachelard introduit la notion d'épistémologie régionale: non seulement il y a une coupure entre la connaissance commune et la science, mais il y a aussi des coupures entre les diverses sciences (de même que des coupures à l'intérieur de la connaissance commune).

## Histoire du mot
Le terme « épistémologie » vient du grec ancien ἐπιστήμη / epistếmê « connaissance, capacité à faire, art, habileté, compétence professionnelle, science » et λόγος / lógos « discours ». Le terme se traduit donc littéralement par discours sur la science.
L'introduction du mot « épistémologie » en français est relativement récente (1901) : elle résulte de la traduction de l' Essai sur les fondements de la géométrie de Bertrand Russell. Il s'agit d'un « emprunt à l'anglais epistemology, formé pour traduire l'allemand Wissenschaftslehre […], avec le grec epistémé “science, connaissance”, dérivé de epistanaï “savoir”, proprement “se tenir au-dessus de” et -logy ». Son introduction en français vise à désigner « l'étude critique des sciences », afin de « déterminer leur valeur, leur origine et leur portée ».

### Introduction dans la philosophie anglophone

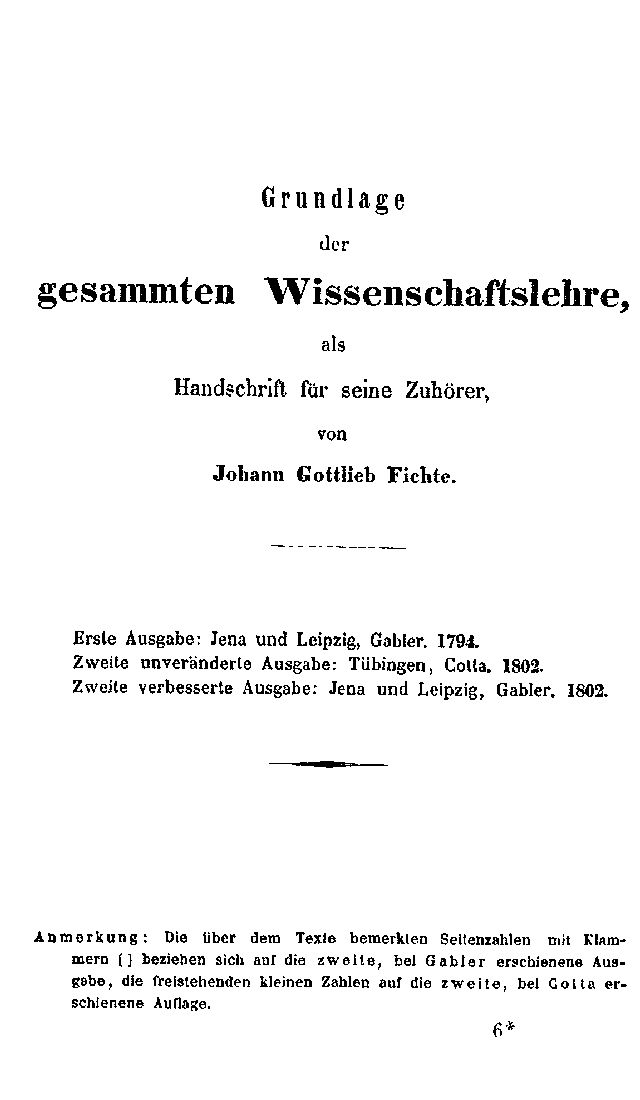
Le mot en est forgé pour traduire celui de Wissenschaftslehre du philosophe Johann Gottlieb Fichte

#### Première occurrence du mot en 1847
La première occurrence connue du néologisme epistemology date de 1847 : elle se trouve dans un article anonyme sur l'écrivain allemand Jean Paul, paru dans la revue « The English Review ». Le mot epistemology est alors forgé pour traduire celui de Wissenschaftslehre (Doctrine de la science), du titre de la philosophie de Fichte à laquelle il est fait allusion dans le roman Titan (de) de Jean Paul,, :
« The title of one of the principal works of Fichte is 'Wissenschaftslehre,' which, after the analogy of technology, τεχνολογία, we render epistemology »
« Le titre de l'un des principaux ouvrages de Fichte est 'Wissenschaftslehre', que, par analogie avec technologie, τεχνολογία, nous rendons par epistemology »
Le lien ou l'influence entre cette première introduction anonyme et la suivante qui sera faite par James Frederick Ferrier, ne sont pas connus.

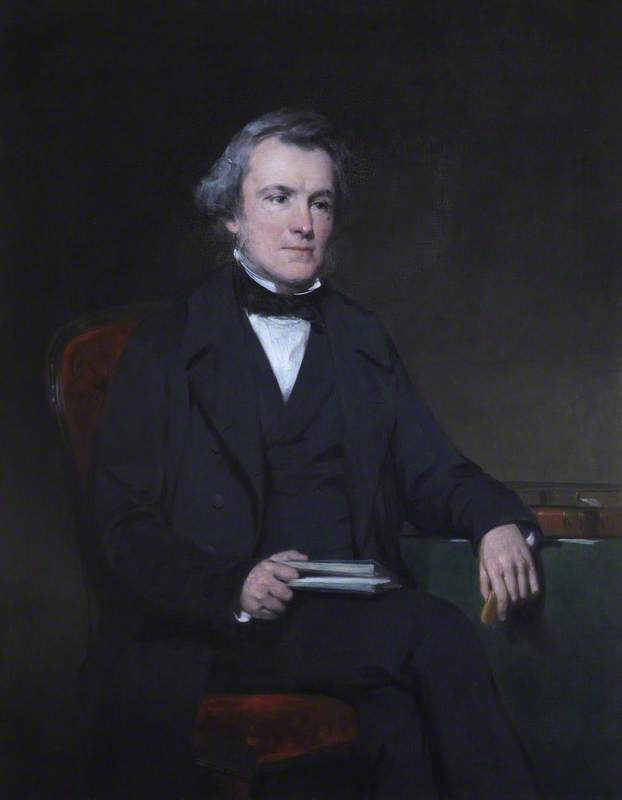
L'écrivain écossais James Frederick Ferrier crée le néologisme en pour remplacer la Wissenschaftslehre de Fichte dans le cadre de l'idéalisme allemand.

#### Introduction d'Epistemologyen remplacement de laWissenschaftslehrede Fichte
Le mot epistemology est ensuite proprement introduit dans la littérature philosophique anglophone par James Frederick Ferrier en 1854, qui l'a utilisé dans ses « Instituts de métaphysique », :
« his section of the science is properly termed the Epistemology—the doctrine or theory of knowing, just as ontology is the science of being… It answers the general question, 'What is knowing and the known?'—or more shortly, 'What is knowledge?' »
— James Frederick Ferrier, Institutes of metaphysic: the theory of knowing and being

« Cette section de la science est correctement appelée l'epistemology - la doctrine ou la théorie de la connaissance, tout comme l'ontologie est la science de l'être… Elle répond à la question générale : "Qu'est-ce que la connaissance et le connu ? » ou plus brièvement, « Qu'est-ce que la connaissance ? »
— Institutes of metaphysic: the theory of knowing and being
Dans cet ouvrage, Ferrier présente l’immatérialisme de George Berkeley en le reformulant dans le vocabulaire de l’idéalisme allemand. Ferrier introduit alors le terme pour transposer le terme Wissenschaftslehre de Fichte.
Selon Dominique Lecourt, « epistemology est resté pendant plusieurs décennies un mot de diffusion très restreinte. Ironie de l’histoire, il s’est répandu sous la plume de penseurs qui ont fait profession de rejeter Friedrich Hegel (1770-1831) et la philosophie romantique allemande ».

### L'introduction du mot «épistémologie» en français
C'est Bertrand Russell qui sera à l'origine de l'introduction du mot « épistémologie » en français. Russel emploie epistemology, dans son Essai sur les fondements de la géométrie en 1901, sous la définition d'analyse rigoureuse des discours scientifiques, pour examiner les modes de raisonnement qu'ils mettent en œuvre et décrire la structure formelle de leurs théories.
C'est comme simple remplacement pour epistemology que épistémologie a été utilisé par Russell et Couturat dans les années 1890 dans leur correspondance. Russell écrivait ses lettres en français, car Couturat ne maîtrisait pas bien l'anglais. C'est ensuite dans la traduction de l’Essai sur les fondements de la géométrie de Russell qu'épistémologie apparaît officiellement pour la première fois en français en 1901,.

## L'émergence de différentes épistémologies
L’épistémologie n’a pas toujours eu une seule et même signification. À travers les siècles, le terme a évolué, couvrant à certaines époques l’étude de la connaissance en général, tandis qu’à d’autres, il se focalisait spécifiquement sur la science. Cette évolution reflète la diversité des approches philosophiques, où chaque courant a proposé sa propre conception de ce que l’épistémologie devait englober.

### De la Connaissance Commune à la Connaissance Scientifique
La distinction entre connaissance commune et connaissance scientifique n'était pas une préoccupation majeure avant le XVIIIe siècle et a gagné en importance avec les travaux de Kant sur les formes a priori de la sensibilité et de l'entendement,.
Depuis lors, diverses approches théoriques ont tenté d'expliquer le passage de la connaissance commune à la connaissance scientifique,. Hervé Barreau évoque David Hume, mais retient surtout la psychologie du XIXe siècle comme seule capable d'expliquer ce passage avec « des résultats acceptables ». « Husserl qui est le fondateur du mouvement phénoménologique […] a dénoncé [le fondement idéaliste] de la connaissance scientifique par la psychologie [c'est-à-dire par la subjectivité de l'apprenant] ». 
Au cours du XXe siècle, on assiste ainsi des variations dans les contenus de l'épistémologie : en essayant de répondre à la question « qu'est-ce que la science ? », l'épistémologie se heurte en effet au « problème de l'unité scientifique et à celui des formes de la connaissance ». Autrement dit, la question pourrait se formuler ainsi : « y a-t-il rupture ou continuité entre la connaissance commune et la science ? ».
Ainsi à la traduction de l'œuvre de Russell est annexé un Lexique philosophique rédigé par Louis Couturat, qui à l'entrée Épistémologie donne la définition d'une « théorie de la connaissance appuyée sur l'étude critique des Sciences, ou d'un mot, la Critique telle que Kant l'a définie et fondée »,,. Selon Pierre Wagner, Couturat semblera pour le lecteur moderne mélanger théorie de la connaissance et philosophie des sciences.

### Divergences sémantiques au début duXXesiècle
Le début du XXe siècle marque un tournant important dans le développement des épistémologies, avec l’apparition de divergences nettes entre les traditions philosophiques et linguistiques. Catherine Chevalley pointe ainsi une rupture significative entre l’Erkenntnistheorie allemande, centrée sur la connaissance en général, et l’epistemology anglo-saxonne, qui privilégie l’analyse logique du langage et des théories scientifiques. Ces deux traditions, bien que traitant de questions similaires, ont donné lieu à des trajectoires épistémologiques distinctes, chacune influencée par ses contextes culturels et intellectuels propres.
En France des philosophes comme Gaston Bachelard, Georges Canguilhem, Michel Foucault introduisent des théories qui s’appuient sur l’histoire des sciences ainsi que sur une « réflexion autour des notions de valeur et de pouvoir ». L'épistémologie a alors épousé un courant « historique » avec l’avènement de la méthode historico-critique comme méthode directrice. « Les scientifiques commencent à produire des travaux en histoire [des sciences] et en philosophie des sciences [= l'épistémologie] »,.
En Allemagne, à la même époque, Wilhelm Dilthey ou Max Weber distinguent au contraire les sciences de la nature des sciences de l'esprit, ce qui « les conduit à mobiliser également des ressources philosophiques, empruntées à la tradition herméneutique développée depuis Schleiermacher, qui trouve sa postérité chez Hans Georg Gadamer ».
D'après Anheim, le philosophe français Bergson exerça une « influence souterraine sur la conception du temps  [dans le corpus] des Annales ». Et L'introduction à la philosophie de l'histoire de Raymond Aron, paru en 1938 « peut être considéré comme un écho français à la discussion épistémologique allemande sur le statut de la connaissance historique dans une perspective herméneutique ». D'autres exemples dans l'actualité de la réflexion historique sur le temps (François Hartog, Georges Didi-Huberman) « s'articulent à la tradition philosophique allemande, de Walter Benjamin à Reinhart Koselleck ».

Pour Catherine Chevalley, la différence linguistique ne signifie toutefois qu'« une différence de perspective » qui n'interdit pas la communication : depuis le premier tiers du XXe siècle. Étienne Anheim montre ainsi comment :

« dans le domaine épistémologique, des traditions historiques et philosophiques se lient les unes aux autres pour produire des théories souvent concurrentes de la connaissance. Cet effort se déroule sur la toile de fond de l'essor d'une épistémologie des sciences fortement liées à la philosophie et à l'histoire des disciplines scientifiques. »

### Classification des sciences: tradition française et tradition allemande

Classification des sciences d'après Auguste Comte (représentation graphique en anglais)

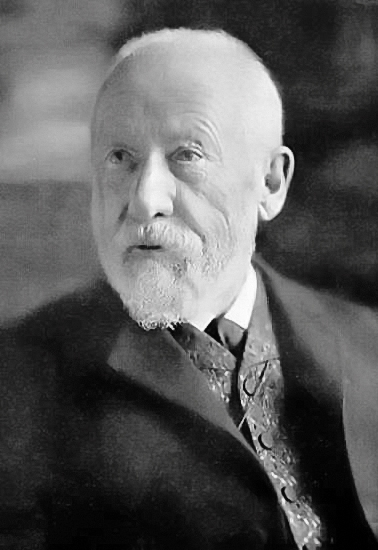
Wilhelm Dilthey distingue les Sciences naturelles (Naturwissenschaft) et les « Sciences de l'esprit » (Geisteswissenschaften).

Selon Anastasios Brenner, « la tradition française a longtemps été dominée par l’idée de l’unité du savoir », idée dont les origines remonteraient sûrement à Descartes. Même si Ampère a proposé de distinguer « entre sciences cosmologiques et sciences noologiques », en quoi il préfigurait Dilthey, Auguste Comte s'y est opposé, de sorte que c'est la classification comtienne des sciences qui l'a emporté, parce qu'elle est apparue « bien supérieure à celle de son adversaire ». Dès lors, « l’influence profonde du positivisme en France au XIXe siècle a eu pour effet d’enraciner une conception unitaire de la science ».
Dans la tradition allemande, c'est au contraire « l’idée d’une dichotomie entre Naturwissenschaften et Geisteswissenschaften » qui domine. Et l’influence allemande va conduire à un « renversement de perspective en France », où l'idée d'une dichotomie s'installe au cours du XXe siècle. Brenner constate là un « chassé-croisé curieux », entre la montée en puissance du positivisme et « l’affirmation de l’unité des sciences en Autriche par le Cercle de Vienne ». 

## Définitions
Dans son cours de Culture scientifique, Jean-Claude Simard avertit son auditoire en ces termes : « lorsque l’on aborde l’épistémologie pour la première fois, il faut prendre acte des variations du terme » : chez les Anglo-Saxons, dit-il, le mot epistemology « évoque en général une branche spécialisée de la philosophie, la théorie de la connaissance », tandis qu'en France, « il fait plutôt référence à l’étude des théories scientifiques ».
Pour Léna Soler : « Les usages concrets du terme « épistémologie » sont en effet multiples et évolutifs. Car différentes manières de concevoir et de pratiquer l’épistémologie coexistent, souvent hétérogènes et parfois antagonistes. Aussi est-il impossible de donner une définition de l’épistémologie qui permette de saisir immédiatement ce dont il est question et de décider sans ambiguïté, en présence d’un discours donné, s’il appartient ou non à l’épistémologie ».
Cette vision est corroborée par Pierre Wagner, pour qui le terme français épistémologie est usité tantôt comme synonyme de « philosophie des sciences », tantôt pour désigner la philosophie des sciences « de style français », tantôt pour traduire l'anglais epistemology .

### Épistémologie et philosophie des sciences
Selon Hervé Barreau, l'épistémologie est l'étude des sciences et vient « remplacer l'expression antérieure de philosophie des sciences qu'avaient employée Auguste Comte et Augustin Cournot […] ». Barreau ajoute : « L'épistémologie se distingue surtout de la théorie de la connaissance, telle qu'elle était entendue par les philosophes des XVIIe et XVIIIe siècles, qui s'étaient préoccupés déjà d'élargir, au contact de la science moderne, les anciennes doctrines sur la connaissance humaine ».
À l'entrée « épistémologie » du Vocabulaire technique et critique de la philosophie, une citation d'Émile Meyerson (dans Identité et réalité) reconnaît que cet ouvrage réfère, par la méthode, au domaine de la philosophie des sciences, ou épistémologie, « suivant un terme suffisamment approché et qui tend à devenir courant ». Le Dictionnaire historique de la langue française  précise effectivement que le terme « épistémologie » « est donné comme équivalent de philosophie des sciences par Meyerson (1907) »,.
C'est également le sens retenu dans l'ouvrage Philosophies de la connaissance : « en français la « philosophie des sciences » a toujours constitué, depuis le début du XXe siècle, le cœur du domaine de recherche que l’on désigne sous le nom d’«épistémologie». »

#### Variations
Certains auteurs privilégient la définition de l'épistémologie comme l'étude critique des sciences,.
Dans le Vocabulaire technique et critique de la philosophie d'André Lalande, il est dit de l'épistémologie qu'elle désigne « la philosophie des sciences, mais avec un sens plus précis » Ce n'est ni l'étude des méthodes scientifiques, ni « une synthèse ou une anticipation conjecturale des lois scientifiques », c'est « plus précisément l'étude critique des principes, des hypothèses et des résultats de diverses sciences, destinée à déterminer leur origine logique (non psychologique), leur valeur et leur portée objective ». Pour cette raison, il faut « distinguer l'épistémologie de la théorie de la connaissance », même si elle est « l'introduction et l'auxiliaire indispensable » de cette dernière : elle étudie en effet « la connaissance en détail et a posteriori, dans la diversité des sciences et des objets plutôt que dans l'unité de l'esprit ».

### Dans le sens de théorie de la connaissance
Le terme epistemology anglais a toujours eu le sens de theory of knowledge (la théorie de la connaissance), mais le sens du terme a changé au cours du 20e siècle. Par exemple, Rorty a interprété les travaux de Russell dans la philosophie analytique comme une philosophie des sciences. De même, avec Quine en 1969, naturalized epistemology a pour objectif de décrire la science par la science,,.
L'épistémologie naturalisée de Quine, dans la ligné de Karl Popper, a encouragé les philosophes du Cercle de Vienne à abandonner la tentative de justifier la connaissance scientifique uniquement par l’observation,, marquant ainsi la fin du positivisme logique, qui se concentrait exclusivement sur la science. Pour Catherine Chevalley, cela fut la dernière étape avant la naissance de l'epistemology contemporaine anglaise avec son intérêt pour les problèmes de Gettier, une épistémologie qui se fait en analysant la connaissance ordinaire.
En français, on utilisera certaines fois épistémologie pour couvrir un sens étendu qui inclut le sens original orienté vers la connaissance scientifique (et les variations de ce sens en français) et le nouveau sens anglais orienté vers la connaissance ordinaire. On retrouve le sens étendu d'épistémologie dans le titre de champs de recherche récents de la théorie de la connaissance, comme dans épistémologie sociale ou l'épistémologie féministe. Cependant, dans des références plus officielle comme dans le Dictionnaire de philosophie (2004) de Christian Godin, le sens étendu est celui de théorie de la connaissance et le terme épistémologie est réservé au sens original orienté vers la science.

### Une tradition philosophique spécifique française
L'épistémologie française ne se présente pas comme une école de pensée unifiée, mais plutôt comme une approche regroupant divers penseurs ayant contribué de manière significative à la réflexion sur les sciences, sans pour autant former un ensemble cohérent. Parmi les traditions rattaché à cette approche, on trouve des positivistes, représenté par des figures telles que Henri Poincaré, Pierre Duhem, Gaston Milhaud, Édouard Le Roy, Otto Neurath, Émile Meyerson et Louis Rougier,. Une autre tradition importante est celle de l'histoire et de la philosophie des sciences, avec des représentants comme Hélène Metzger, Alexandre Koyré et Abel Rey.

### Un courant français: l'épistémologie historique

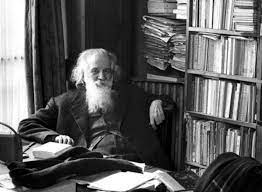
Gaston Bachelard se présente comme l'épistémologue du « nouvel esprit scientifique » en France.

L'épistémologie historique est une discipline située à l'intersection de l'histoire et de la philosophie des sciences. Elle se consacre à l'étude des fondements, des méthodes, et du développement des sciences à travers le temps. Cette approche se distingue par son attention particulière aux conditions historiques et contextuelles qui influencent la production et la validation des connaissances scientifiques. Les épistémologues historiques scrutent les changements dans les paradigmes scientifiques, les révolutions conceptuelles, et les fluctuations des normes et des pratiques scientifiques. Ils rejettent l'idée d'un progrès scientifique linéaire et ininterrompu, mettant plutôt en lumière les discontinuités et ruptures qui caractérisent l'histoire des sciences.
Cette approche, initié par Auguste Comte qui a selon Pietro Redondi « une histoire des sciences avec des fondements philosophiques »,. Parmi les figures prééminentes de cette discipline, Gaston Bachelard est souvent cité comme le père de l'épistémologie historique, avec ses concepts de "ruptures épistémologiques". Georges Canguilhem et Michel Foucault ont ensuite élargi ces idées, explorant respectivement les rôles des normes dans les sciences et les relations entre pouvoir et savoir. Au tournant du XXIe siècle, une "nouvelle école" d'épistémologie historique a émergé, notamment dans le monde anglo-saxon, avec des auteurs tels que Ian Hacking, Lorraine Daston, Peter Galison, et Hans-Jörg Rheinberger, qui ont apporté de nouvelles perspectives sur les styles de raisonnement scientifique et l'impact des outils expérimentaux. Cette renaissance souligne l'importance continue et la pertinence de l'épistémologie historique dans l'analyse contemporaine des sciences.

### Épistémologies disciplinaires
Lorsqu'elle penche sur connaissance scientifique, l'épistémologie peut s'appliquer a l'étude d'une discipline scientifique particulière, on parle alors d'épistémologie régionale ou d'épistémologies disciplinaires. Il peut s'agir :
- d'un thème général qui a été particularisé par la science spéciale ;
- de l'émergence sur le devant de la scène d'un nouveau thème lié spécifiquement à la science spéciale et qui ne se généralise pas aux autres disciplines.

Par exemple, le thème de l'éthique qui est posée à l'économie dont on ne peut accepter que la science qui la prend pour objet ne s'inquiète pas du sort de populations fragiles.

## Épistémologie dans l'histoire des sciences et de la philosophie
L'histoire des sciences et de la philosophie a produit de nombreuses théories quant à la nature de la connaissance et à la manière comment nous obtenons et validons notre connaissance. Elle remonte aux philosophes de l’Antiquité comme Platon et Aristote qui interrogaient sur la vérité et la réalité, Platon mettant l’accent sur des idées parfaites, et Aristote sur l’observation du monde réel. Cette tradition antique nous parvient à travers le Moyen Âge, par le biais des penseurs catholiques qui ont mêlé ces idées anciennes à la religion chrétienne, formant une nouvelle approche de la connaissance. À la Renaissance, le regain d’intérêt pour les textes anciens et l’importance donnée à l’observation directe ont ouvert la voie à des scientifiques comme Francis Bacon et René Descartes. Bacon a encouragé l’utilisation d’expériences pour découvrir des vérités, tandis que Descartes a cherché des certitudes absolues en questionnant tout ce qui pouvait être mis en doute. Ces idées ont jeté les bases de la science moderne, transformant la façon dont nous comprenons et validons la connaissance.
Selon Hervé Barreau, l'épistémologie moderne tire son origine du criticisme de Kant au XVIIIe siècle et du positivisme de Comte aux XIXe et XXe siècles. Kant a révolutionné la pensée de la connaissance en affirmant que notre compréhension du monde est façonnée par la manière dont notre esprit structure les expériences. Selon lui, nous ne connaissons pas les choses telles qu’elles sont en elles-mêmes, mais seulement telles qu’elles apparaissent à travers les filtres de notre esprit. Cette a ouvert de nouvelles voies pour explorer comment et pourquoi nous pensons comme nous le faisons, influençant profondément les débats les épistémologie future.
Le XXe siècle a marqué un tournant radical. Très schématiquement, aux premières réflexions purement philosophiques et souvent normatives sont venus s’ajouter des réflexions plus sociologiques et psychologiques, puis des approches sociologiques et anthropologiques dans les années 1980, et enfin des approches fondamentalement hétérogènes à partir des années 1990 avec les Science studies. Le discours sera également interrogé par la psychologie avec le courant du constructivisme.

### La révolution Kantienne

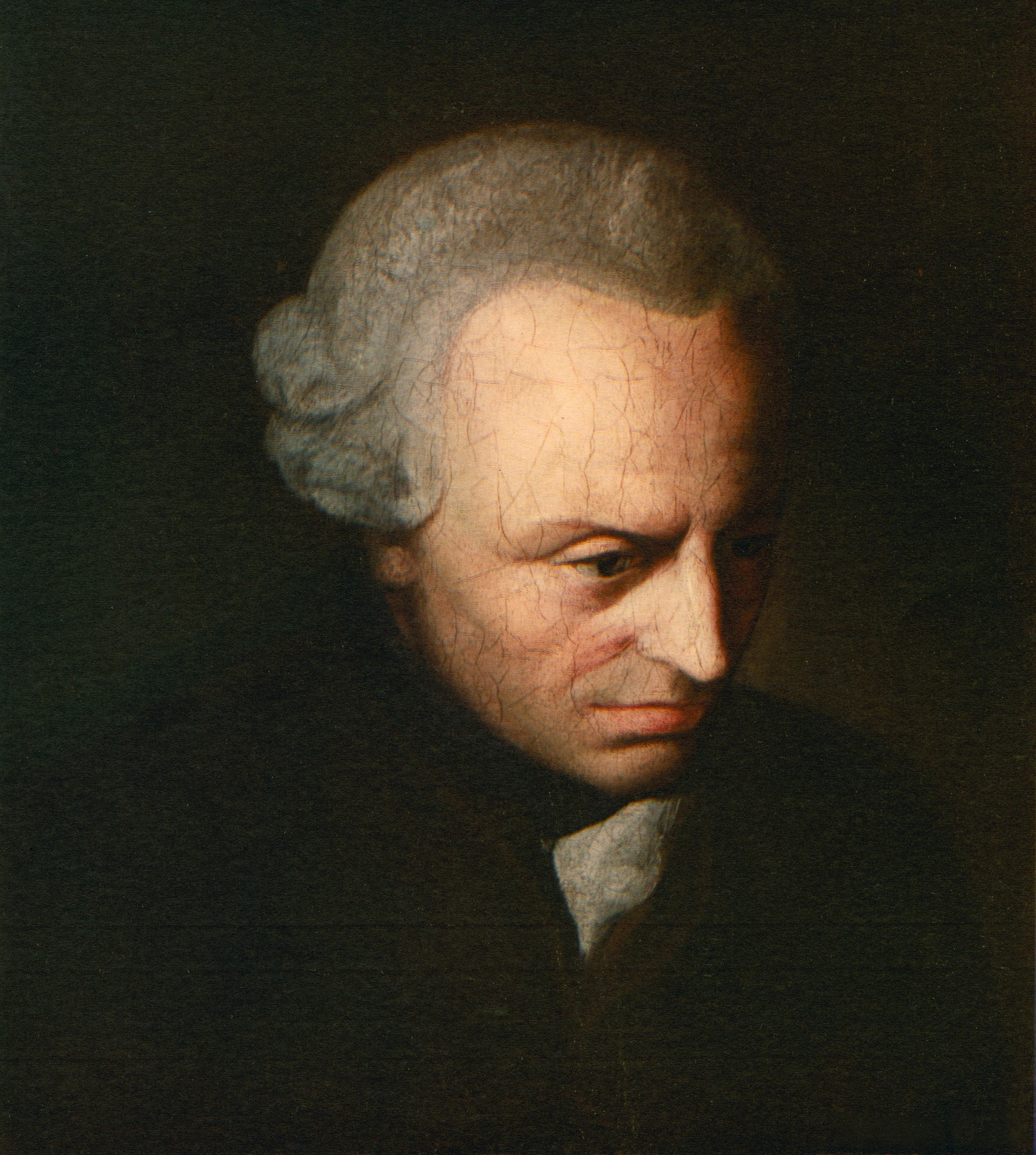
D'après Bertrand Russell, Kant est le créateur de l'Épistémologie.

Kant offre un changement de perspective radical vis-à-vis de l'empirisme : c'est une véritable révolution épistémologique, qu'il qualifie lui-même par l'expression célèbre de « révolution copernicienne ». Hume avait déjà placé le sujet au centre de la connaissance. Kant, lui, va jusqu'à affirmer que la véritable origine de la connaissance est dans le sujet et non dans une réalité vis-à-vis de laquelle nous serions passifs[réf. nécessaire].
Il reprend certains principes des empiristes : « Ainsi, dans le temps, aucune connaissance ne précède l'expérience, et toutes commencent avec elle », explique-t-il dans Critique de la raison pure.
Ainsi pour Kant, note l'économiste Claude Mouchot, « l'objet en soi, le noumène, est et restera inconnu » et « nous ne connaitrons jamais que les phénomènes », et en cela Kant reste très actuel. Selon les termes de Kant (Critique de la raison pure) « il n’y a que les objets des sens qui puissent nous être donnés […] ils ne peuvent l’être que dans le contexte d’une expérience possible ».

Russel fait remonter la filiation de l'épistémologie à Kant :

« Ce fut seulement de Kant, le créateur de l'Épistémologie, que le problème géométrique reçut sa forme actuelle ».

On a considéré à l'époque — peut-être à tort — que la problématique de Fichte était éloignée de la problématique kantienne et l'on a attribué le concept d'épistémologie à Eduard Zeller, lequel utilise le mot allemand Erkenntnistheorie (« théorie de la connaissance ») dans un sens kantien[pertinence contestée], c'est-à-dire portant sur la possibilité de la connaissance et les fondements des sciences particulière.

### Subjectivité postkantienne: Idéalisme allemand, «Sciences de l'esprit»

#### De Kant à Hegel

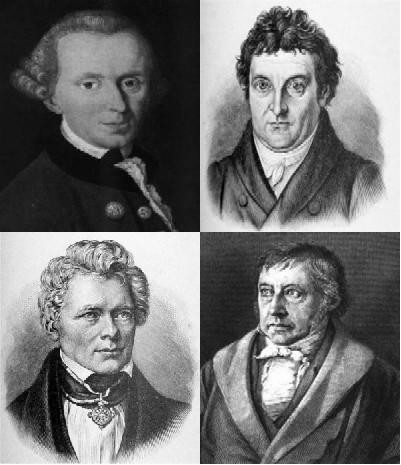
Idéalisme allemand : Kant, Fichte, Schelling, Hegel

Alors qu'on a souvent évoqué l'influence qu'auraient exercée Descartes et Rousseau dans la philosophie allemande, notamment dans « l’idéalisme multiforme qui s’est développé de Kant à Hegel, à savoir Descartes pour la philosophie théorique et Rousseau pour la philosophie pratique », Bernard Bourgeois considère qu'« en ce qui concerne Descartes, son influence a été fort limitée » : les problématiques de Descartes d'une part, de Kant et de ses successeurs d'autre part, sont à ses yeux très différentes. Dans le Cogito, la problématique cartésienne est ontologique, elle « s’interroge sur ce qui est véritablement » : la problématique de la réflexion y est provisoire, pour laisser la place peu après « à une problématique d’un tout autre type, privilégiant dans son objet essentiellement la déduction, et une déduction à portée ontologique ». Chez Kant et les postkantiens, « la problématique philosophique se déploie sur la base d’une science constituée, une science qui réussit, à savoir la physique newtonienne notamment. Elle ne présente pas une interrogation ontologique, mais une interrogation sur l’ontologie ». Pour le Je pense transcendantal, la question devient celle de savoir « comment un discours scientifiquement assuré est possible ».
Dans l'idéalisme allemand, « tout le champ du savoir s’étend d’une réflexivité première – celle du Je pense – à une réflexivité dernière – la réflexivité essentiellement éthique ». Chez Fichte, « la conscience de soi la plus concrète, la représentation de soi la plus totale, est celle du Je éthique ». Cette « présence à soi de la pensée », qui n'est en fait pas une « réflexion proprement dite », Fichte la désigne du terme « intuition » : « il s’agit de l’intuition intellectuelle, de l’intuition de l’intellect, en tant que l’intellect, à la différence de la sensibilité, réceptivité ou passivité, est une activité. L’intuition intellectuelle est la présence à soi immédiate de l’agir qu’est la pensée ».
Selon Alexis Philonenko, Fichte, qui trouvait la philosophie de Kant « inachevée », peut être considéré comme « une marche dans l'escalier menant via Schelling de Kant à Hegel ».
En reprenant l'idée kantienne que la subjectivité est un des fondements de toute philosophie, la subjectivité étant le fondement de la « philosophie transcendantale » (cf. §16 de la Critique de la raison pure), Hegel re-développe l'idée d'une subjectivité absolue, au travers du concept de Moi chez Fichte, pour en faire une phénoménologie de l'esprit. Il s'agit aussi pour les penseurs de cette époque de défendre la primauté de l'Esprit sur la nature.

#### D'une «conception encyclopédique de la science» auxsciences de l'esprit(Geisteswissenschaften)
Dans les premières années du XIXe siècle, Schelling et surtout Hegel « conçoivent l'idée d'une philosophie ou “science de l'esprit” ». Cette « science philosophique » est exposée dans la troisième et dernière partie de l' Encyclopédie des sciences philosophiques (1817, 1820-1830) qui représente « le système achevé de Hegel » (la première partie traite de la logique et la seconde partie de la philosophie de la nature).
Selon Myriam Bienenstock, c'est à cette « conception encyclopédique de la science, héritée du XVIIIe siècle », que s'oppose, dans la première moitié du XIXe siècle, ce que Heinrich Heine a dénommé l'« école romantique ». Cette dernière reprend, en la transformant, l'opposition aristotélicienne de la « science » à l'« histoire ». Pour ses adeptes en effet, « l'histoire relève d'autres démarches que celles réservées à la “science” proprement dite parce qu'elle traite, par définition, de ce qui est singulier, unique — individuel ». À cette raison s'ajoute celle « du changement, de l'historicité fondamentale de l'être humain » que, dans la seconde moitié du XIXe siècle, vont mettre en avant les partisans de l'historicisme. Ou s'y ajoute encore « l'idée selon laquelle le comportement humain, précisément parce qu'il est l'expression d'une individualité singulière, située dans l'histoire, devrait être compris plutôt que simplement expliqué, comme le veulent les sciences de la nature ».

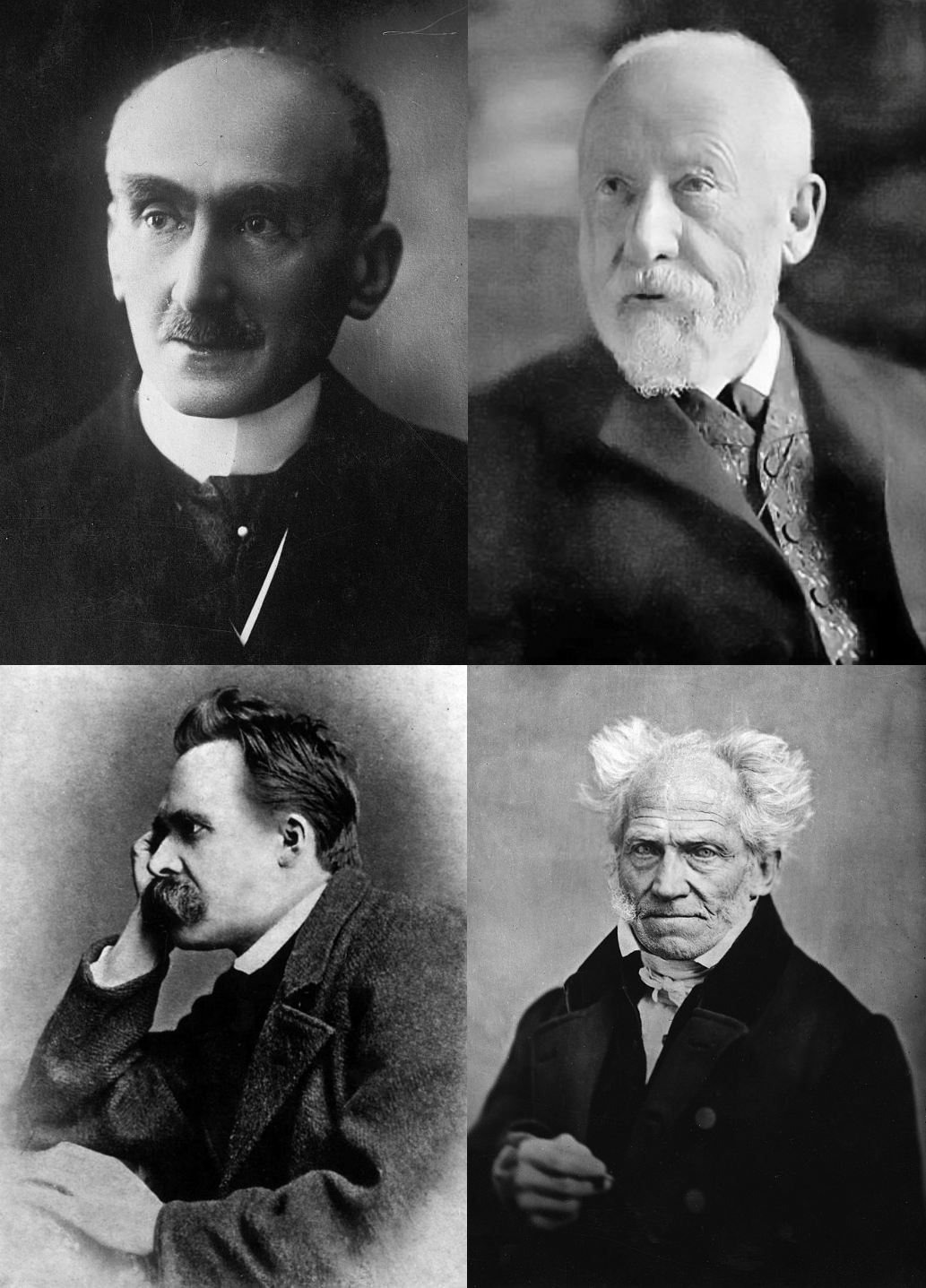
Dans le sillage de la « philosophie de la vie » (Lebensphilosophie) : Bergson, Dilthey, Nietzsche, Schopenhauer.

Isabelle Kalinowski rapporte la « formule demeurée fameuse » de Wilhelm Dilthey :

« Nous expliquons la nature, nous comprenons la vie psychique »

— Wilhelm Dilthey
L'opposition de « l’expliquer » (erklären) et du « comprendre » (verstehen) correspond donc au « dualisme des types de sciences » : les sciences de la nature s'opposent aux sciences de l’esprit chez Dilthey. Ou autrement dit, « les “sciences de l'esprit” ou Geisteswissenschaften sont fondamentalement distinctes des sciences de la nature ».
D'après Sylvie Mesure, « le philosophe allemand Wilhelm Dilthey, dès son Introduction » aux sciences de l'esprit (1883), désigna son entreprise comme une « critique de la raison historique » : ce qu'avait fait la Critique de la raison pure à l'égard des sciences de la nature, il s'est agi pour lui de le transposer aux sciences historiques, en posant le problème de leur objectivité et de ses limites ». L'entreprise de Dilthey visait d'une part à « isoler les sciences historiques des sciences physiques, en dégageant leurs principes propres », d'autre part, et c'est épistémologiquement le plus important, « à établir l'autonomie de ces sciences de la réalité sociale, culturelle et politique qui rassemble l'historicité de leurs objets ». C'est ici que  son œuvre est à l'évidence « en rupture avec l'épistémologie positiviste alors dominante ».
Pour Myriam Bienenstock, si la « philosophie de la vie » (Lebensphilosophie) fonde la « science de l'esprit » de Dilthey en rendant compte de ses catégories de base, elle est « étrangère à la « philosophie morale » en honneur en France, tout au long du XIXe siècle ». Mais en Allemagne, l'influence de Dilthey s'est avérée considérable ; elle s'est exercée notamment en histoire de la littérature et en philosophie, a joué un rôle important dans la formation de la pensée de Heidegger ainsi que dans l'herméneutique de Gadamer, c'est-à-dire « bien au-delà des frontières de l'Allemagne ».

### Tournant positiviste et positivisme logique en France

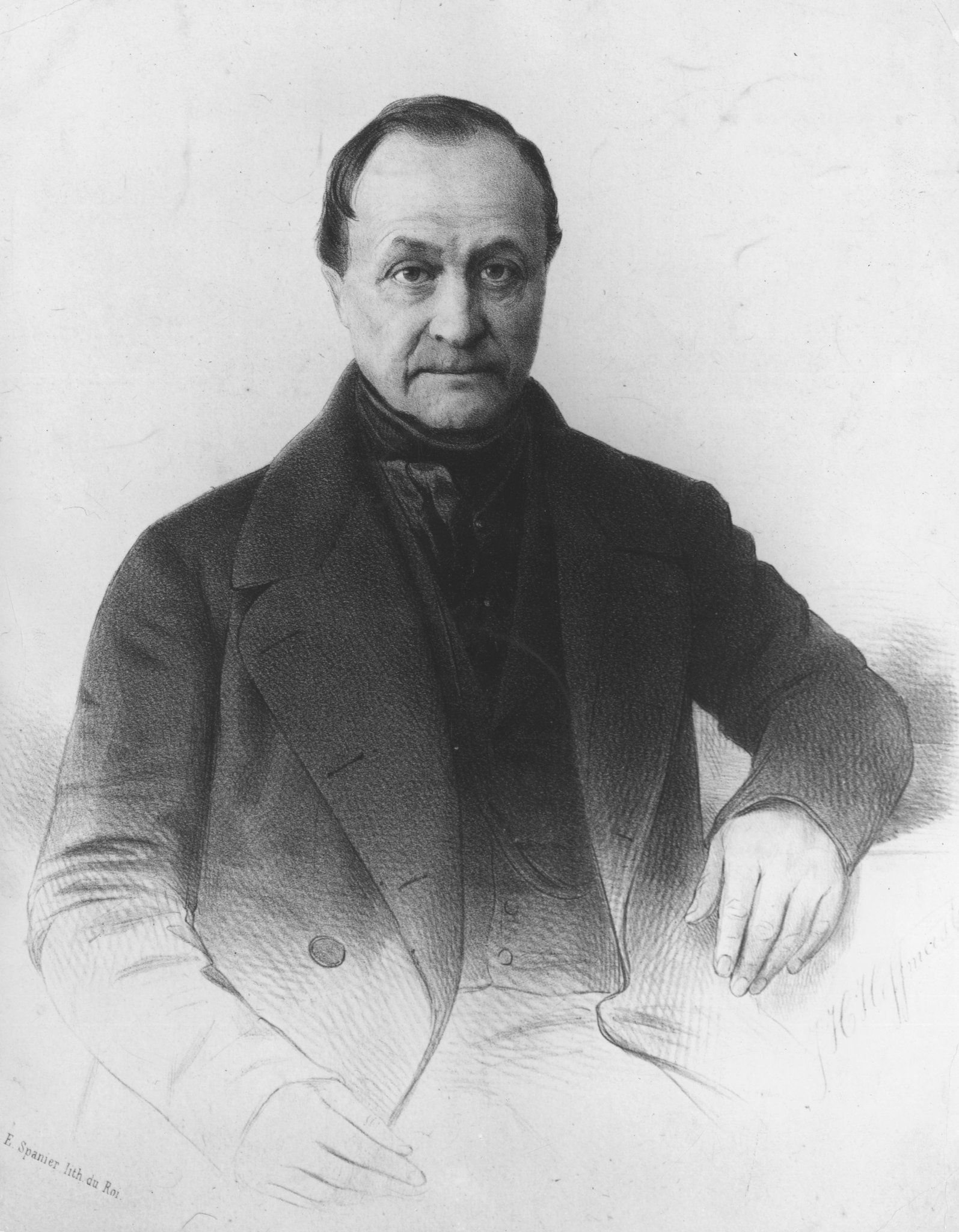
Auguste Comte.

Auguste Comte distingue trois états historiques :
1. dans l'état théologique, l'esprit de l'homme cherche à expliquer les phénomènes naturels par des agents surnaturels.
2. dans l'état métaphysique, l'explication se fonde sur des forces naturelles mais encore personnifiées (la théorie de l'éther par exemple).
3. avec l'état positif, l'esprit ne cherche plus à expliquer les phénomènes par leurs causes, mais il s'édifie sur des faits constatables et mesurables.

Le personnage de Newton est, pour Comte, révélateur de cette « marche progressive de l'esprit humain ».
La science doit ainsi mettre en œuvre des hypothèses, permettant de se passer de l'expérience, et aboutissant à la formation de lois non contradictoires. Comte cite ainsi, comme exemple, la théorie de la chaleur de Joseph Fourier, qu'il a bâtie sans avoir à observer la nature du phénomène. Le positivisme met en avant la qualité prédictive de la science, qui permet de « voir pour prévoir » selon les mots de Comte, dans ses Discours sur l'ensemble du positivisme (1843). Néanmoins, pour lui, la méthode scientifique culmine dans la mise en pratique, dans l'action : ce que le discours moderne appellera l'application scientifique. L'ingénierie est ainsi la main de la science, caractérisée par le savoir-faire. La science est avec Comte indissociable de l'action :

« Science, d'où prévoyance ; prévoyance d'où action »

Dans la philosophie de Comte, l'esprit se limite au « comment », et renonce à la recherche du « pourquoi ultime » des choses.

### Philosophie contemporaine

#### Cercle de Vienne

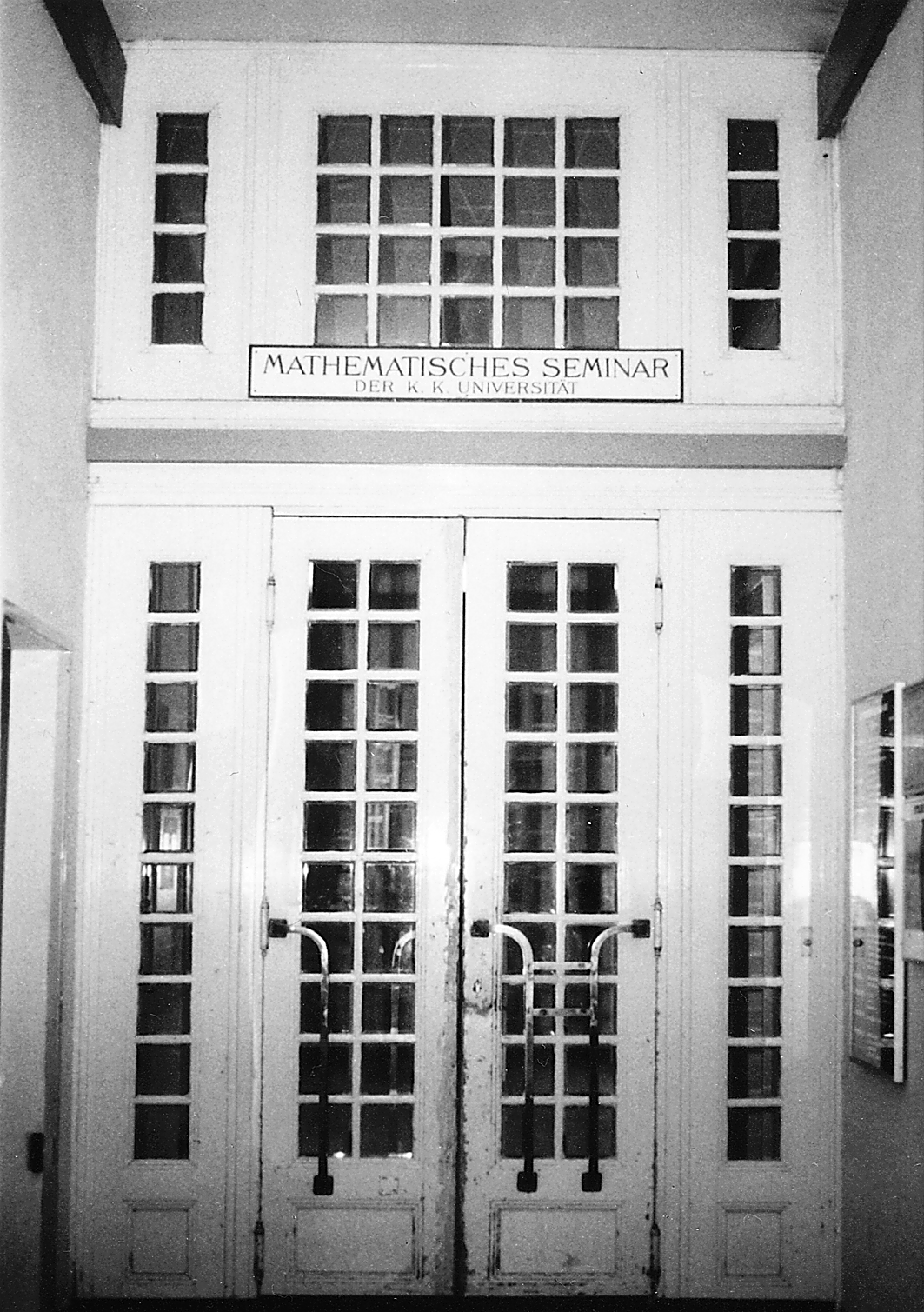
Entrée du « Séminaire de mathématiques » à l'Université de Vienne, Boltzmanngasse, lieu de rendez-vous du Cercle de Vienne.

Le « cercle de Vienne » (Wiener Kreis) qui se forme à partir de 1923 autour de la personnalité de Moritz Schlick, projette de « développer une nouvelle philosophie de la science dans un esprit de rigueur, et en excluant toute considération métaphysique ». Les thèmes principaux élaborés de concert avec une autre association fondée à Berlin par Hans Reichenbach (cercle de Berlin) vont donner naissance au « néo-positivisme, ou positivisme logique ». Si l'avènement du nazisme a contraint le groupe viennois à la diaspora vers l'Amérique et l'Angleterre, la plupart de ses membres y ont poursuivi leur carrière, tandis que « leurs travaux  se sont imposés à l'ensemble du monde philosophique ».
Pour le philosophe américain Sydney Hook, auquel se réfère Gilles Gaston Granger, le monde philosophique germanique entre les deux guerres se caractériserait en 1930 « par l'influence dominante d'une tradition idéaliste purement autochtone » et ferait preuve d'une « “étonnante indifférence” à l'égard des résultats et des méthodes de la physique moderne » : à l'occasion, on y entendrait dire par exemple « qu'une activité scientifique spécialisée fait obstacle à une intuition philosophique supérieure… » (S. Hook, Journal of American Philosophy, vol. XXVII, no 6, 1930). Selon Granger, « c'est sans doute contre cette situation que réagissent les fondateurs du cercle de Vienne, qui invoquent le plus souvent comme inspirateurs immédiats Mach, Poincaré, Einstein, Frege, Russell et Wittgenstein ».
Karl Popper, « d'après ses propres dires » entend parler du « Cercle de Schlick » surtout vers 1926-1927, rapporte la philosophe Mélika Ouelbani : « il avait fréquenté le séminaire de Carnap et avait eu des discussions privées avec presque tous les membres du Cercle – à savoir, Schlick, Carnap, Waismann, Hahn, Frank, Von Mises, Reichenbach et Neurath ». Selon Ouelbani, Popper aurait en réalité « critiqué le positivisme logique à travers Carnap ».

#### «Science normale»de Thomas Kuhn
Les travaux de Thomas Samuel Kuhn vont marquer une rupture fondamentale en philosophie, en histoire et en sociologie des sciences. Il va historiciser la science et rejeter une conception fixiste de la science. Son ouvrage principal en la matière, La Structure des révolutions scientifiques (1962) pose qu'« il est ainsi difficile de considérer le développement scientifique comme un processus d’accumulation, car il est difficile d’isoler les découvertes et les inventions individuelles ».
« Lorsque les scientifiques ne peuvent plus ignorer plus longtemps des anomalies qui renversent la situation établie dans la pratique scientifique, alors commencent les investigations extraordinaires qui les conduisent finalement à un nouvel ensemble de convictions, sur une nouvelle base pour la pratique de la science » ajoute-t-il, qualifiant ces bases pratiques de paradigmes scientifiques (comme la lumière considérée comme un corpuscule, puis comme une onde, puis enfin comme une particule). Ces « épisodes extraordinaires » sont comme des « révolutions scientifiques » (ainsi celles apportées par Isaac Newton, Nicolas Copernic, Lavoisier, ou encore Einstein) : toutes viennent renverser un paradigme dominant. L'état d'une science, des connaissances et du paradigme, à une période donnée, constitue la « science normale » qui est selon Kuhn « une recherche fermement accréditée par une ou plusieurs découvertes scientifiques passées, découvertes que tel ou tel groupe scientifique [a considérées] comme suffisantes pour devenir le point de départ d’autres travaux. »

#### Quine et «l'épistémologie naturalisée»
Avec l'article Deux dogmes de l'empirisme, Willard Van Orman Quine critique deux aspects centraux du positivisme logique. Le premier est la distinction entre vérités analytiques et vérités synthétiques : il y aurait des propositions vraies indépendamment des faits, qui seraient vraies en vertu de leur seule signification. Le second dogme, le réductionnisme, est la théorie selon laquelle les énoncés doués de sens peuvent être reformulés en énoncés portant sur des données de l'expérience immédiate (dans ce cas un énoncé analytique serait un énoncé confirmé par l'expérience dans tous les cas).
Ce texte constitue une attaque en règle contre l'héritage théorique du positivisme logique. Comme le précise Quine lui-même, « Another effect is a shift toward pragmatism » : « Les deux dogmes de l'empirisme » marque le grand retour du pragmatisme dans la philosophie américaine, au sein même du mouvement intellectuel qui l'avait évincé de la scène intellectuelle : la philosophie analytique (sous sa forme empiriste).
Avec l'« épistémologie naturalisée », Quine, dans un point de vue naturaliste, affirme que la philosophie de la connaissance et des sciences constitue elle-même une activité scientifique, corrigée par les autres sciences, et non pas une « philosophie première » fondée sur une métaphysique.

#### Critique de l'induction de Mach

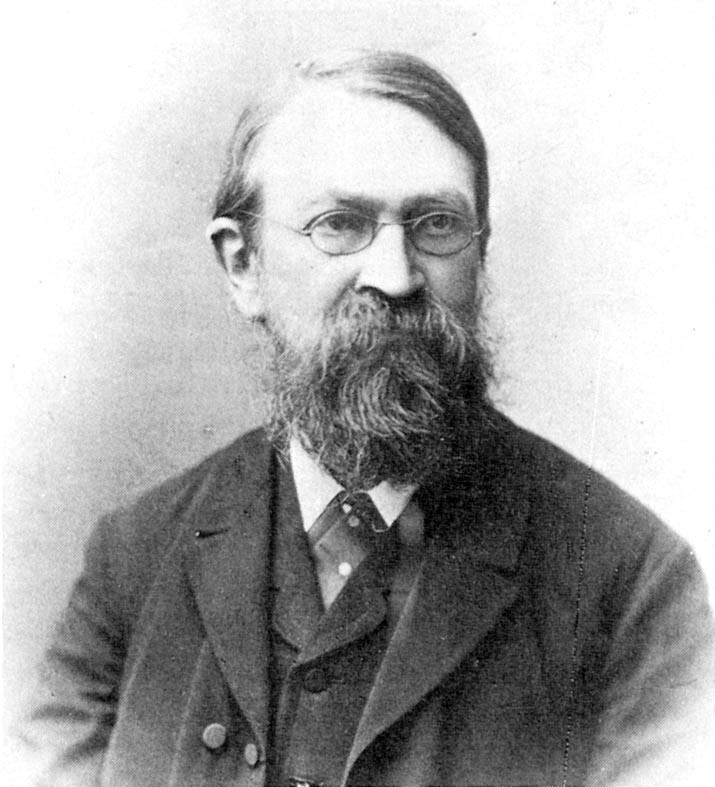
Ernst Mach.

Inventeur de la mesure de la vitesse de propagation du son, Ernst Mach développa une pensée épistémologique qui influença notamment Albert Einstein. Dans La Mécanique, exposé historique et critique de son développement, Mach dévoile la conception mythologique qui sous-tend les représentations mécanistes de son époque et qui aboutissent au conflit des spiritualistes et des matérialistes. Mais la critique de Mach porte surtout sur la méthode de l'induction, pendant de la déduction. Dans La Connaissance et l'erreur (1905), Mach explique que le travail du savant porte avant tout sur les relations des objets étudiés entre eux, et non sur leur classement. La démarche de recherche est avant tout mentale conclut Mach : « Avant de comprendre la nature, il faut l'appréhender dans l'imagination, pour donner aux concepts un contenu intuitif vivant ». Par ailleurs, Mach défend l'idée que la science est symbolique, thèse qu'il reprend chez Karl Pearson dans La Grammaire de la science (1892) et qui explique que la science est « une sténographie conceptuelle ». Mach annonce que seule la méthode empirique est scientifique : 

« Nous devons limiter notre science physique à l'expression des faits observables, sans construire d'hypothèses derrière ces faits, où plus rien n'existe qui puisse être conçu ou prouvé »

#### Réfutabilité de Karl Popper

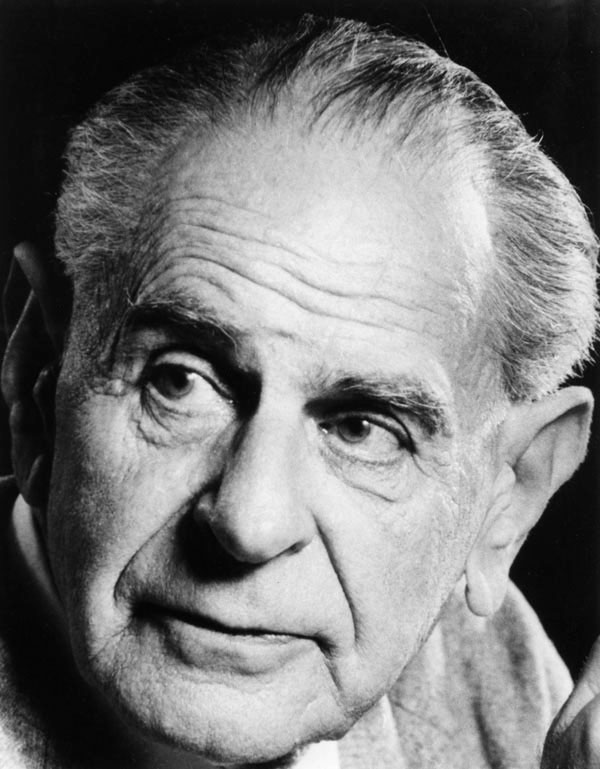
Karl Popper vers 1980.

Le philosophe autrichien Karl Popper (1902-1994) bouleverse l'épistémologie classique en proposant une nouvelle théorie de la connaissance, dès 1934 avec la Logique de la découverte scientifique. Il donne à l'épistémologie de nouveaux concepts et outils d'examen, comme la réfutabilité (capacité d'une théorie scientifique de se soumettre à une méthode critique sévère) ou l'infaillibilité (qui définit a contrario les théories métaphysiques, psychanalytiques, marxistes, astrologiques). Il propose ainsi de voir dans la réfutabilité le critère permettant de distinguer la science de la non-science. Un énoncé est ainsi « empiriquement informatif, si et seulement s'il est testable ou réfutable, c'est-à-dire s'il est possible, au moins en principe, que certains faits puissent le contredire ». Néanmoins, Popper admet que les énoncés non réfutables peuvent être heuristiques et avoir un sens (c'est le cas des sciences humaines).
Popper émet par ailleurs une critique de la thèse de l'unicité de la science, notamment dans son ouvrage La Logique de la découverte scientifique. L'idée d'un système de connaissance est futile selon lui : « nous ne savons pas, nous ne faisons que conjecturer. » L’idéal d’une connaissance absolument certaine et démontrable s’est révélé être une idole. Selon lui, enfin, l'induction n'a aucune valeur scientifique :

« Il n'y a pas d'induction parce que les théories universelles ne sont pas déductibles d'énoncés singuliers. »

#### «Programmes de recherche scientifique» de Imre Lakatos
La pensée d'Imre Lakatos (1922-1974) est en droite file de celle de Popper. Il est le créateur de la notion de « programmes de recherche scientifique » (P.R.S) qui est un corpus d'hypothèses théoriques lié à un plan de recherche au sein d'un domaine particulier (un « paradigme ») comme la métaphysique cartésienne par exemple. Lakatos, bien qu'étant l'élève de Karl Popper, s'oppose à lui sur le point de la réfutabilité. Un programme de recherche est selon lui caractérisé à la fois par une heuristique positive (qui définit ce qu'il faut chercher et quelle méthode utiliser) et une heuristique négative (les hypothèses sont inviolables).

#### Holisme épistémologique
Opposé à toute interprétation matérialiste et réaliste de la chimie et de la physique, Pierre Duhem proposa une conception qu'on qualifiera ensuite d'« instrumentaliste » de la science dans La Théorie physique. Son objet et sa structure (1906). Selon l'instrumentalisme, la science ne décrit pas la réalité au-delà des phénomènes mais n'est qu'un instrument le plus commode de prédiction.
Le holisme épistémologique de Quine ne se limite pas à la physique comme celui de Duhem, ni même aux sciences expérimentales comme celui de Carnap mais s'étend à toute la science, logique et mathématique comprise.

#### Phénoménologie de Husserl
Pour Edmund Husserl, la phénoménologie prend pour point de départ l'expérience en tant qu'intuition sensible des phénomènes afin d'essayer d'en extraire les dispositions essentielles des expériences ainsi que l'essence de ce dont on fait l'expérience.

#### Constructivisme et systémique

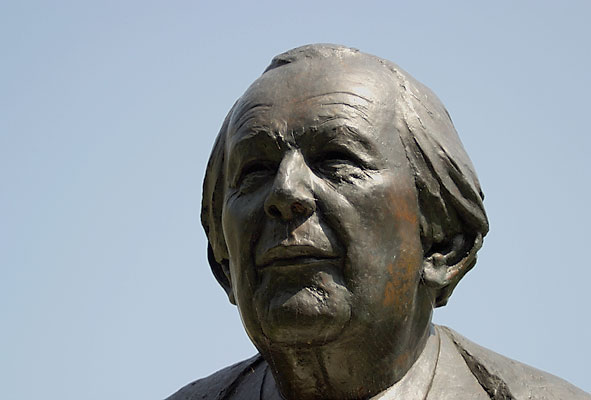
Jean Piaget, fondateur de l'épistémologie génétique.

Le terme constructivisme est né au début du XXe siècle avec le mathématicien néerlandais Brouwer qui l'utilisa pour caractériser sa position sur la question des fondements en mathématiques comme discipline maîtresse. Mais c'est surtout Jean Piaget qui a su apporter au constructivisme ses lettres de noblesse : avec la publication en 1967 de l'encyclopédie de la Pléiade et notamment du volume XXII : Logique et connaissance scientifique, il opère selon Jean-Louis Le Moigne une « renaissance du constructivisme épistémologique, notamment à partir des travaux de Bachelard ». Toutefois, selon Ian Hacking, c'est Kant qui fut le « grand pionnier de la construction ».
L'école constructiviste n'accepte comme vrai que ce que le scientifique peut construire, à partir d'idées et d'hypothèses que l'intuition (comme fondement des mathématiques) accepte comme vraies, et qui sont représentables. Le psychologue et épistémologue Jean Piaget expliquera ainsi que le « fait est […] toujours le produit de la composition, entre une part fournie par les objets, et une autre construite par le sujet ». L'expérimentation ne sert alors qu'à vérifier la cohérence interne de la construction[réf. nécessaire] (c'est la notion de modèle épistémologique).
Piaget étendra cependant le cadre constructiviste à ce qu'il nomme l'« épistémologie génétique » qui étudie les conditions de la connaissance et les lois de son accroissement, en lien avec le développement neurologique de l'intelligence. Pour lui, l'épistémologie englobe la théorie de la connaissance et la philosophie des sciences (ce qu'il nomme le « cercle des sciences » : chaque science renforce l'édifice des autres sciences). Autrement dit, « la succession des sciences dans l'histoire obéit à la même logique que l'ontogenèse des connaissances ». Sans parler de ressemblance totale, les mécanismes, de l'individu au groupe de chercheurs et donc, aux disciplines scientifiques, sont communs (Piaget cite ainsi l'« abstraction réfléchissante »).
Refusant l'empirisme, l'épistémologie constructiviste pose que la connaissance se fait au moyen d'une dialectique, du sujet à l'objet et de l'objet au sujet, par un aller et retour expérimental.
Jean Piaget proposait de définir l’épistémologie « en première approximation comme l’étude de la constitution des connaissances valables », dénomination qui, selon Jean-Louis Le Moigne, permet de poser les trois grandes questions de la discipline :
1. Qu’est ce que la connaissance et quel est son mode d'investigation (c'est la question « gnoséologique ») ?
2. Comment la connaissance est-elle constituée ou engendrée (c'est la question méthodologique) ?
3. Comment apprécier sa valeur ou sa validité (question de sa scientificité) ?

Ces travaux vont inspirer plusieurs auteurs. Certains, liés à la systémique, sont publiés par Paul Watzlawick en 1980 dans l’ouvrage L’invention de la réalité – Contributions au constructivisme. Edgar Morin offre au constructivisme son « discours de la méthode » avec La Méthode. Herbert Simon renouvelle la classification des sciences avec Les sciences de l’artificiel.

#### Structuralisme
Le structuralisme est un ensemble de courants holistes en épistémologie apparus principalement en sciences humaines et sociales au milieu du XXe siècle, ayant en commun l'utilisation du terme de structure entendue comme modèle théorique (inconscient, ou non empiriquement perceptible) organisant la forme de l'objet étudié pris comme un système, l'accent étant mis moins sur les unités élémentaires de ce système que sur les relations qui les unissent. La référence explicite au terme structure, dont la définition n'est pas unifiée entre les différents courants de pensée concernés, se systématise progressivement avec la construction institutionnelle des sciences humaines et sociales à partir de la seconde moitié du XIXe siècle dans la filiation positiviste ; cependant certains auteurs font remonter bien antérieurement (jusqu'à Aristote) la généalogie du structuralisme.
La définition du structuralisme et de ses frontières disciplinaires est devenue un champ de recherche à part entière, complexe et en évolution rapide. Actuellement, le terme en français tend à désigner deux types de phénomènes :
- dans le sens le plus connu (structuralisme généralisé)[75], une période particulière de l'histoire des idées scientifiques, un phénomène transitoire de mode intellectuelle à caractère contestataire ayant eu cours entre la fin des années 1950 et le début des années 1970, essentiellement en France, débordant largement les frontières universitaires pour envahir le champ littéraire, médiatique et politique ; ce « moment structuraliste », inspiré essentiellement de la linguistique saussurienne et très marqué par son formalisme, s'est organisé autour d'un petit nombre de personnalités-phares : Roland Barthes en littérature, Jacques Lacan en psychanalyse, Michel Foucault et Louis Althusser en philosophie ;
- dans son acception épistémologique plus spécialisée[76],[77], un paradigme scientifique proche de la systémique où la notion de structure est centrée sur la genèse dynamique des systèmes de l'esprit et du sens, entendus au sens de la philosophie de la forme, avec une généalogie remontant jusqu'à Aristote ; c'est dans cette lignée naturaliste du structuralisme que s'est situé l'ethnologue Claude Lévi-Strauss, en développant à partir des années 1950 l'anthropologie structurale en rupture avec les courants de l'anthropologie anglo-saxonne de l'époque (évolutionnisme, diffusionnisme, culturalisme, fonctionnalisme).

##### Michel Foucault
Pour Hervé Barreau, « on a désigné [dans le passé] en France par épistémologie l'étude de l’épistémè, c'est-à-dire de ce que Michel Foucault considérait comme un corps de principes, analogues aux “paradigmes” de T. S. Kuhn, qui sont à l’œuvre simultanément dans plusieurs disciplines, et qui varient dans le temps de façon discontinue ». […] C'est pourquoi la conception foucaldienne de l'épistémologie, que son auteur avait bornée du reste aux sciences de la vie et aux sciences de l'homme, ne peut prétendre occuper le terrain de ce qu'on entendait jadis par la philosophie des sciences.
Cette épistémologie foucaldienne est incluse dans l'épistémologie actuelle.

##### Épistémologie comparative de Gilles Gaston Granger

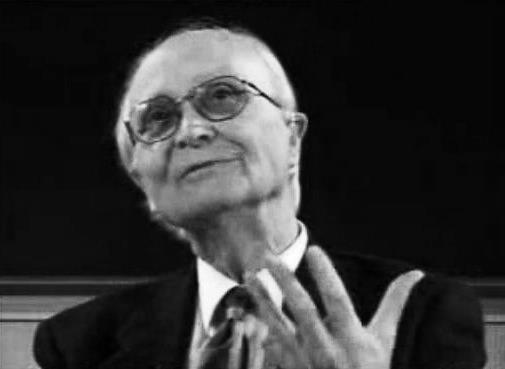
Gilles Gaston Granger.

Introduite par Gilles Gaston Granger, l'Épistémologie comparative a pour objet la comparaison de théories ou de systèmes scientifiques en vue de dégager « l'homologie formelle du fonctionnement de différents concepts dans ces structures ».
Une chaire d'Épistémologie comparative a été créée au Collège de France en 1987.

#### Épistémologie complexe
Dans ce courant de pensée, l'objet à étudier est considéré comme un système complexe, c'est-à-dire qu'il est fonction d'une multitude de paramètres et inclut des inerties, des non-linéarités, des rétroactions, des récursivités, des seuils, des jeux de fonctionnement, des influences mutuelles de variables, des effets retard, des hystérésis, des émergences, de l'auto-organisation, etc. Il est en relation avec son milieu, qui l'alimente en entrées (par ex. énergie et commandes) et à qui il donne des sorties (par ex. production et déchets).
En France, Henri Poincaré est un précurseur de cette approche. Edgar Morin et Jean-Louis Le Moigne l'ont développé par leurs travaux, écrits et conférences.

#### Science post-normale
La science post-normale (SPN) est une stratégie de résolution de problèmes utilisée lorsque « les faits [sont] incertains, les valeurs contestées, les enjeux importants et les décisions urgentes », conditions souvent présentes dans la recherche pertinente pour les politiques, par exemple pour la santé planétaire. Dans ces situations, la SPN recommande de suspendre temporairement l'idéal scientifique traditionnel de la vérité, en se concentrant sur la qualité telle qu'évaluée par des groupes de pairs élargis. Cette approche est développée dans les années 1990 par Silvio Funtowicz et Jerome R. Ravetz,,.
La SPN intégre les concepts d'une nouvelle science critique développés dans les travaux antérieurs des mêmes auteurs.
La SPN n'est pas un nouveau paradigme au sens kuhnien, ou tentative de nouvelle « normalité », mais un ensemble de perspectives pour guider et produire des connaissances exploitables et solides pour la prise de décision politique et l'action face à des défis tels les pandémies, l'effondrement des écosystèmes, la perte de biodiversité , la Santé planétaire, et, en général, les transitions vers la durabilité,.

## Questions de l'épistémologie dans le sens philosophie des sciences
Lorsqu'elle penche sur la connaissance scientifique, l'épistémologie est axée sur l'analyse de la spécificité et des conditions d'existence de la connaissance scientifique. Autrement dit, elle se penche sur des questions telles que : qu'est-ce qu'une science et comment la reconnaît-on ? Quelles sont les différences entre une connaissance scientifique et un savoir qui ne l'est pas ?

### Production des connaissances scientifiques
Les questions épistémologiques portent par exemple sur :
- Quelle place accorder à l'intuition, à la créativité, à l'imagination, à l'analogie entre disciplines, à la sérendipité ?
- Quelles méthodes ? La question de la déduction, de l'induction…
- Quelles formes de validations ?… On trouve ici la question de l'explication, de la validation…
- Il y a aussi la question de l'unité de la science ou de production de science dans un contexte pluridisciplinaire/interdisciplinaire[88].

Un exemple volontiers cité est l'étonnement des mathématiciens grecs devant le fait que la diagonale du carré ne puisse correspondre à aucune fraction irréductible p/q, à une époque où on n'imaginait de nombres que rationnels (l'irrationalité de pi était encore inconnue). En effet, on aurait eu alors (p/q)² = 2, soit p² = 2 q². Cela aurait impliqué que p² soit pair, soit p = 2k ; mais en ce cas p² aurait valu 4k² et la fraction p/q n'aurait pas été irréductible, ce qui était contraire à l'hypothèse.

#### Rationalité
Jean Ladrière donne une définition de la rationalité scientifique : « Une démarche rationnelle, dans l'ordre cognitif comme dans l'ordre de l'action, est une démarche qui s'accompagne de la monstration de sa validité ou de sa légitimité, conformément à des critères qui peuvent eux-mêmes être reconnus comme acceptables au regard d'une critique éventuelle ». L'exigence fondatrice de la rationalité c'est la nécessité de justifier le pourquoi de ses jugements.
« La recherche de rationalité est une démarche atemporelle, mais les formes de la raison sont […] historiques et donc contingentes », nous dit Michel Morange.

#### Déduction
La méthode hypothético-déductive est régulièrement considérée comme la production scientifique par excellence, surtout depuis que la science s'inscrit dans le paradigme de la recherche appliquée, qui consiste à travailler à résoudre des problèmes identifiés d'avance, selon la méthode du problem-solving. Cependant, la démarche mise en œuvre par les découvreurs échappe régulièrement à cette approche, très rationaliste.

#### Induction
L'induction se fonde sur l'observation de cas singuliers pour justifier une théorie générale ; c'est l'opération qui consiste à passer du particulier au général. Le problème est de savoir s'il peut être épistémologiquement valide de croire que les théories universelles sont justifiées voire vérifiées par la seule prise en compte d'un grand nombre d'observations singulières passées. Par exemple, nous avons observé que le soleil, jusqu'ici, se lève le matin. Mais rien ne semble justifier notre croyance au fait qu'il se lèvera encore demain. Ce problème avait été jugé insoluble par Hume, pour lequel notre croyance relevait de l'habitude consistant à voir telle cause susciter tel effet, ce qui ne présume pas que ce soit le cas dans la réalité. Cette position non réaliste fut critiquée par Emmanuel Kant, Karl Popper et Ernest Mach bien que le concept d'induction, tout comme celui de réfutation, regroupent aujourd'hui une variété de théories allant des plus naïves aux plus sophistiquées.

### Validation des connaissances scientifiques

#### Vérification
C'est le problème des fondements de la connaissance scientifique :
- la nature de la connaissance : connaissance scientifique ou générale, exclusion de la métaphysique de la Science… C'est notamment la question de la démarcation,
- la validation de la connaissance, de la question du réalisme/antiréalisme, et bien sûr la question du rapport au vrai.

Ce qui mène également à la question du relativisme.

#### Nature des connaissances
Historiquement, cette question épistémologique concerne plus directement la question de savoir comment identifier ou démarquer les théories scientifiques des théories métaphysiques. Au XXIe siècle, il y a aussi le tri entre la connaissance en général et la connaissance véritablement scientifique.
Les philosophes positivistes fondateurs du Cercle de Vienne, pensaient que le seul critère de démarcation qui puisse être valide, (afin d'éliminer la métaphysique), était la vérifiabilité des énoncés singuliers, seules données des sens capables de permettre la vérification des théories générales de la science, à la condition qu'elles soient suffisamment nombreuses et bien observées.
Pour Karl Popper, philosophe des sciences du XXe siècle et adversaire des thèses et du projet du Cercle de Vienne, aucune théorie scientifique générale n'a jamais pu être établie par une quelconque forme d'induction, donc être vérifiée. Il critique le raisonnement par induction : ce dernier a pour lui une valeur psychologique mais pas une valeur logique. De nombreuses observations cohérentes ne suffisent pas à prouver que la théorie qu'on cherche à démontrer soit vraie. A contrario, une seule observation inattendue suffit à réfuter une théorie. Ainsi, mille cygnes blancs ne suffisent pas à prouver que tous les cygnes sont blancs ; mais un seul cygne noir suffit à prouver que tous les cygnes ne sont pas blancs. Voir Paradoxe de Hempel.
Karl Popper pense que les théories scientifiques ne peuvent pas être justifiées, même sur la base d'un très grand nombre d'observations empiriques, elles peuvent seulement être évaluées à partir de tests dont la logique consiste à tenter de mettre à l'épreuve les connaissances scientifiques (la réfutation). Il en résulte qu'une théorie ne peut être « prouvée » mais seulement considérée comme non invalidée jusqu'à preuve du contraire. Partant de là, on peut distinguer :
- les théories impossibles à réfuter (par l'observation ou l'expérience)
- les théories qui peuvent être invalidées.

D'autre part il pense qu'aucune théorie scientifique n'est logiquement ou même empiriquement vérifiable si l'on admet sous ce terme la notion de certitude ou de vérification avec certitude. Karl Popper soutient même qu'une théorie ne peut être scientifique que si elle est potentiellement fausse (réfutable), et même fausse en comparaison de la vérité certaine à laquelle elle prétendrait se rapprocher. Seules les théories potentiellement réfutables (celles associables à des expériences dont l'échec prouverait l'erreur de la théorie) font partie du domaine scientifique; c'est le « critère de démarcation des sciences ».
Le problème de la démarcation (identifié comme étant le problème de Kant par Karl Popper) s'articule à celui de la justification des théories :
- soit selon une méthode inductive,
- soit par une méthode hypothético-déductive.

Dans le domaine de la science empirique, la vérification devrait plutôt être assimilable à la corroboration (Karl Popper), c'est-à-dire à une forme relative et non absolue de vérité, toujours dépendante des tests scientifiques qui ont pu être réalisés par une communauté de chercheurs. Ainsi, en science, la vérification des théories seraient donc toujours relative à des tests eux-mêmes relatifs à d'autres tests précédents et toujours améliorables, et jamais absolus.

#### Réfutation
Rendu célèbre par l'œuvre de Karl Popper, ce terme implique la possibilité d'évaluer empiriquement les énoncés généraux de la science par l'intermédiaire de tests. Seules les théories formulées de manière à pouvoir permettre la déduction logique d'un énoncé particulier capable potentiellement de les réfuter, peuvent, pour Karl Popper, être considérées comme scientifiques et non métaphysiques.
Mais Popper propose qu'il existe deux niveaux de réfutabilité. La réfutabilité « logique » et la réfutabilité « empirique » ; sachant qu'un énoncé réfutable d'un point de vue logique ne l'est peut-être pas d'un point de vue empirique. Par exemple, l'énoncé « tous les hommes sont mortels » est logiquement réfutable, mais empiriquement irréfutable puisque aucun être humain ne pourrait vivre assez vieux pour vérifier qu'un homme est immortel.
Karl Popper a toujours soutenu qu'aucune réfutation empirique ne pouvait être certaine, car il est toujours possible de sauver une théorie d'une réfutation par l'adoption de stratagèmes ad hoc. En conséquence, pour Popper, le critère de démarcation reposant sur la réfutation, doit avant tout être un critère méthodologique puisque tout reposerait, en dernier ressort, sur les décisions de la communauté scientifique, pour accepter ou rejeter la valeur d'un test, d'une réfutation ou d'une corroboration.

#### Relativisme
Paul Feyerabend observait à l'exemple de la naissance de la mécanique quantique que souvent l'avancement scientifique ne suit pas de règles strictes. Ainsi, selon lui, le seul principe qui n'empêche pas l'avancement de la science est « a priori tout peut être bon » (ce qui définit l'anarchisme épistémologique - à distinguer de « tout est bon » (anything goes), que Feyerabend lui-même récusait). Il critique donc l'aspect réducteur de la théorie de la réfutabilité et défend le pluralisme méthodologique. Il existe selon lui une très grande variété de méthodes différentes adaptées à des contextes scientifiques et sociaux toujours différents.
De plus, il remet en question la place que la théorie de la réfutabilité accorde à la science, en faisant d'elle l'unique source de savoir légitime et le fondement d'une connaissance universelle qui dépasse les clivages culturels et communautaires. Enfin, Feyerabend critique le manque de pertinence pour décrire correctement la réalité du monde scientifique et des évolutions des discours et pratiques scientifiques.
Son œuvre principale, Contre la méthode. Esquisse d'une théorie anarchiste de la connaissance, fut reçue très négativement par la communauté scientifique, car elle accusait la méthode scientifique d'être un dogme et soulevait la question de savoir si la communauté doit être aussi critique par rapport à la méthode scientifique que par rapport aux théories qui en résultent.

#### Contexte de découverte
Contexte de découverte et contexte de justification : pendant longtemps, la question de la découverte ne relève pas de l'épistémologie, mais au mieux de la psychologie (recherche des intentions, des pré-pensés… du chercheur).
Les choses ont changé progressivement : l'épistémologie moderne ré-interroge les corpus de connaissances scientifiques acquises et questionne les contextes de découverte, de validation, de communication et d'enseignement de la Science et de la recherche en train de se faire.

### Évolution et dynamique des connaissances
La question épistémologique concerne la nature du processus dynamique du changement scientifique :
- La science avance-t-elle par sauts ? Continuisme et discontinuisme,
- La science progresse-t-elle que de l'intérieur ? ou bien est-ce que les non scientifiques font progresser la Science ? internaliste et externalisme.
- Ce qui renvoie à nouveau au problème du relativisme.

#### Continuisme et discontinuisme
Bachelard et l'« obstacle épistémologique » : Gaston Bachelard définit ce dernier, en 1934, dans un article intitulé La formation de l'esprit scientifique, comme étant « la rectification du savoir, l'élargissement des cadres de la connaissance ». Pour lui, le scientifique doit se dépouiller de tout ce qui constitue les « obstacles épistémologiques internes », en se soumettant à une préparation intérieure afin que sa recherche progresse vers la vérité. La notion d’« obstacle épistémologique » est ce qui permet de poser le problème de la connaissance scientifique : c'est à partir du moment où celui-ci est surmonté, donnant lieu à une « rupture épistémologique », que l'on atteint le but recherché. Les obstacles sont, pour Bachelard, non seulement inévitables, mais aussi indispensables pour connaître la vérité. Celle-ci en effet n'apparaît jamais par une illumination subite, mais au contraire, après de longs tâtonnements, « une longue histoire d'erreurs et d'errances surmontées ».
Bachelard dénonce l'opinion que laisse l'expérience empirique et son influence sur la connaissance scientifique : « le réel n'est jamais ce que l'on pourrait croire, il est toujours ce qu'on aurait dû penser », dit-il. « La science s'oppose formellement à l'opinion : l'opinion ne pense pas, elle traduit des besoins en connaissances ». La connaissance scientifique consistera à revenir sans arrêt sur le déjà découvert.
Mettant l'accent sur la discontinuité dans le processus de la construction scientifique, Thomas Samuel Kuhn discerne des périodes relativement longues pendant lesquelles la recherche est qualifiée de « normale », c'est-à-dire qu'elle s'inscrit dans la lignée des paradigmes théoriques dominants, périodes pendant lesquelles de brefs et inexplicables changements constituent une véritable « révolution scientifique ». Le choix entre les paradigmes n'est pas fondé rationnellement. Cette posture implique que chaque paradigme permet de résoudre certains problèmes et, de là, les paradigmes seraient incommensurables.

#### Internalisme et externalisme
La vision internaliste ne prend en compte que l’histoire des idées scientifiques, de découverte en découverte, indépendamment de tout contexte : les savants sont un monde à part, qui progresse indépendamment du reste. La science se nourrit d’elle-même. Il est ainsi possible de comprendre l’histoire des sciences sans se référer au contexte historique, social, culturel. Dans cette vision l’important, ce sont les étapes de progression de l’histoire scientifique.

La vision externaliste rend au contraire la science dépendante de l’économie, de la psychologie, etc. Cela amène à des conséquences différentes suivant le contexte

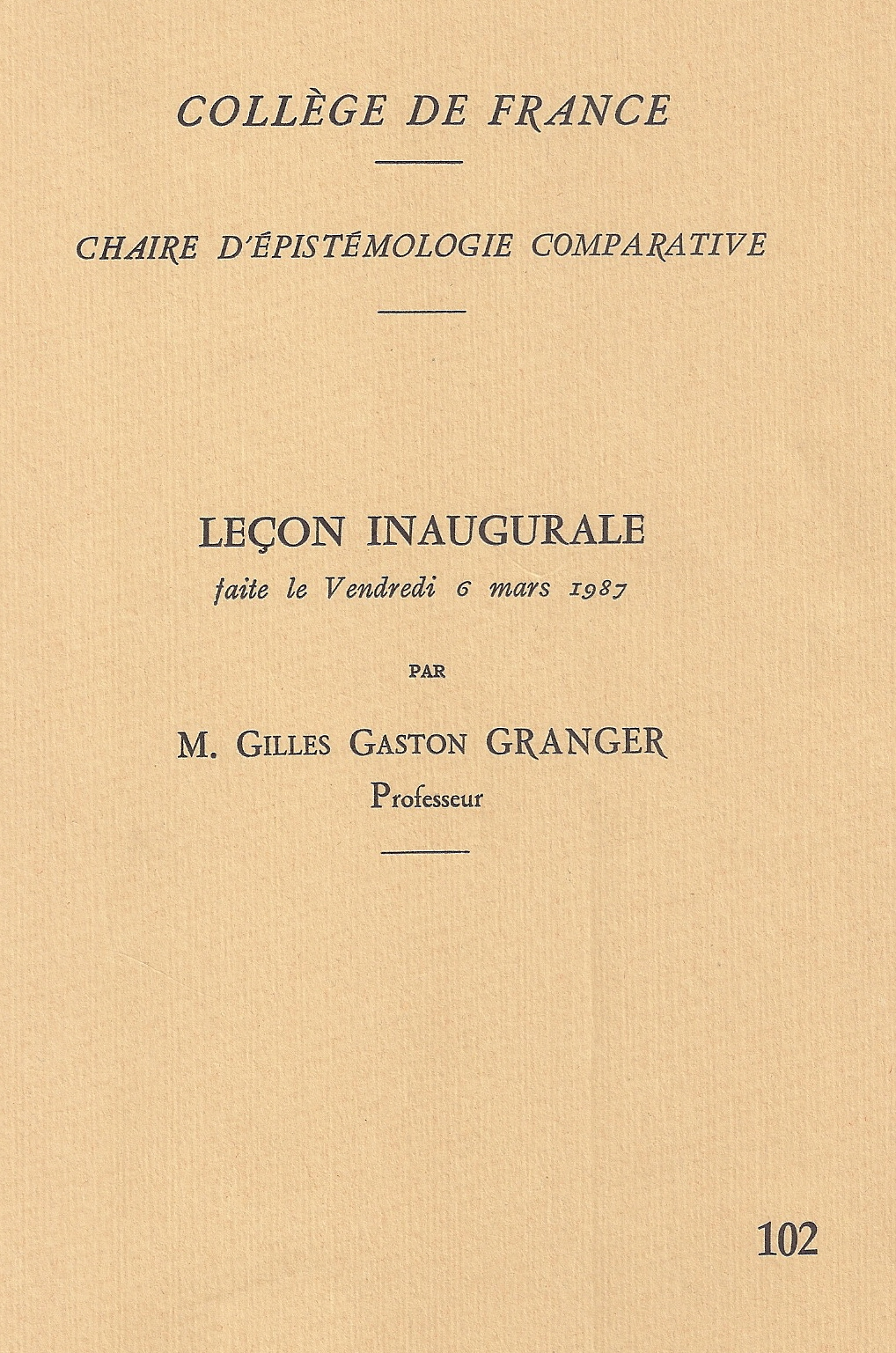
Chaire d'Épistémologie comparative au Collège de France.

## Institutions

### En France
En France, l'épistémologie a le statut institutionnel d'une discipline à part, distincte de la philosophie et de l'histoire : elle constitue ainsi la section 72 du CNU. Elle y occupe plusieurs dizaines de laboratoires, dont notamment l'IHPST, le Centre de recherche en épistémologie appliquée, REHSEIS, le Centre François Viete, les Archives Henri Poincaré, le Centre Georges Canguilhem, l'Institut Jean-Nicod, le Centre Gilles Gaston Granger, l'IRIST, l'unité Savoirs et Textes, le GRS (Groupe de recherche sur les savoirs), qui regroupent des centaines de chercheurs, le CREA (Centre de recherche en épistémologie appliquée), le CEP (Centre d'épistémologie et de physique) ou le Centre de recherches Alexandre-Koyré. Elle intéresse plus d'une vingtaine d'écoles doctorales et des sociétés savantes comme la Société de philosophie des sciences (dépendant de l'ENS Ulm) ou la SFHST ou des listes de diffusion comme Theuth. De 1986 à 1991, une chaire d'Épistémologie comparative est créée au Collège de France pour Gilles Gaston Granger.